# Belejringen af Canterbury
Belejringen af Canterbury var en belejring af byen Canterbury i Sydengland med en vikingehær ledet af Thorkil den Høje på den ene side og angelsaksere på den anden. Den forgik 8. til 29. september 1011. Detaljerne omkring belejringen er ukendte, men størstedelen af den viden der findes om begivenheden kommer fra Angelsaksiske Krønike
Den 8. september 1011 ankom vikingehæren til Canterbury og begyndte belejringen. Angelsakserne inde i byen forsøgte at forsvare byen. Olav Haraldsson skulle efter sigende også have sluttet sig til Thorkil.
Da vikingerne fik indtaget byen den 28. september 1011, kidnappede de biskop Ælfheah af Canterbury, og han blev efterfølgende myrdet i Greenwich den 19. april 1012.